# Podział administracyjny Kościoła katolickiego na Litwie
Podział administracyjny Kościoła katolickiego na Litwie – w ramach Kościoła katolickiego na Litwie funkcjonują dwie metropolie z 2 archidiecezjami i 5 diecezjami. Ponadto istnieje ordynariat wojskowy.
Jednostki administracyjne Kościoła katolickiego obrządku łacińskiego na Litwie:

## Metropolia wileńska
- archidiecezja wileńska
  - diecezja koszedarska
  - diecezja poniewieska

## Metropolia kowieńska
- archidiecezja kowieńska
  - diecezja szawelska
  - diecezja telszańska
  - diecezja wiłkowyska

## Diecezje bezpośrednio podległe doStolicy Apostolskiej
- ordynariat wojskowy na Litwie